# قاعدة الوطح الصاروخية
قاعدة الوطح الصاروخية هي قاعدة صواريخ استراتيجية تقع في الجبال المنخفضة الصخرية بالقرب من بلدة الوطح بالمملكة العربية السعودية، على بعد 200 كم غرب جنوب غرب الرياض.

## نظرة عامة
يعتقد المحللون أن القاعدة بنيت قبل عام 2008. ويقع برج اتصالات القاعدة عند إحداثيات: 24°12′49″N 44°42′07″E / 24.213691°N 44.701952°E. تحتوي القاعدة على العديد من بوابات الدخول تحت الأرض، وفتحات انتظار لمركبات إطلاق الصواريخ المتنقلة ومنصتي إطلاق كبيرتين تشبهان القواعد التي يمكن رؤيتها في قواعد صواريخ دونغفنغ الصينية من نوع دي إف - 3 (سي إس إس-2).
يعتبر صاروخ دي إف - 3 أي الذي يعمل بالوقود السائل، صاروخ باليستي صيني مبكر متوسط المدى قادر على حمل رؤوس نووية ويعتقد أن مداه يتراوح بين 4000 و 5000 كم برأس حربية تبلغ 2000 كجم. صرّح مايكل إلمان وجوزيف إس. بيرموديز جونيور بأن الموقع يبدو أنه يحتوي على منشأة لإنتاج واختبار محركات الصواريخ.
تُظهر صور الأقمار الصناعية المأخوذة لأهداف وتركيب منصات إطلاق الصواريخ من أن القاعدة «تستهدف إيران وإسرائيل بالصواريخ الباليستية».
ومن المحتمل أن العمل بالقاعدة بدأ في 2013.